# یوان لیکودیس
یوان لیکودیس (یونانی: Ιωάννης Λυκούδης؛ ‏ ۱ ژانویهٔ ۱۹۱۰ – ۱۹۸۰) پزشک و سیاستمدار اهل یونان بود.
او سال‌ها پیش از آنکه معلوم شود یک باکتری از عوامل اصلی ایجاد زخم‌های گوارشی است، بیماران مبتلا به آن را با آنتی‌بیوتیک درمان می‌نمود. او از سال ۱۹۵۱ تا ۱۹۵۹ میلادی، شهردار مسولونگی بود.